# كيث براون (لاعب كرة قدم أمريكية)
كيث براون (بالإنجليزية: Keith Brown)‏ هو لاعب كرة قدم أمريكية أمريكي، ولد في 30 مارس 1983 في جاكسونفيل في الولايات المتحدة.